# Gran Premio del Brasile 2005
Il Gran Premio del Brasile 2005 è stata la diciassettesima prova della stagione 2005 del campionato mondiale di Formula 1. Svoltosi il 25 settembre 2005 sul circuito di Interlagos, è stato vinto da Juan Pablo Montoya su McLaren-Mercedes alla sua settima ed ultima vittoria in F1, che ha preceduto il compagno di squadra Kimi Räikkönen e Fernando Alonso su Renault. Sono inoltre giunti a punti Michael Schumacher, Giancarlo Fisichella, Rubens Barrichello, Jenson Button e Ralf Schumacher.
Con il terzo posto in gara, Fernando Alonso ha ottenuto la certezza matematica del suo primo titolo mondiale piloti.

## Vigilia
Nick Heidfeld della Williams, essendosi infortunato ad una spalla in un incidente in bicicletta in Svizzera, è stato sostituito nuovamente da Antônio Pizzonia. Il tedesco aveva saltato anche i due Gran Premi precedenti per le conseguenze di un incidente in una sessione di test a Monza.
Nelle prove libere del venerdì, oltre ai piloti titolari, hanno partecipato alle prime due sessioni anche Alexander Wurz con la McLaren, Vitantonio Liuzzi con la Red Bull, Ricardo Zonta con la Toyota e Nicolas Kiesa con la Jordan.

## Prove

### Risultati
Nella prima sessione del venerdì si è avuta questa situazione:
| Pos | Nº | Pilota          | Costruttore      | Tempo    | Gap    |
| --- | -- | --------------- | ---------------- | -------- | ------ |
| 1   | 35 | Alexander Wurz  | McLaren-Mercedes | 1:11.701 |        |
| 2   | 4  | Takuma Satō     | BAR-Honda        | 1:12.738 | +1.037 |
| 3   | 5  | Fernando Alonso | Renault          | 1:12.782 | +1.081 |

Nella seconda sessione del venerdì si è avuta questa situazione:
| Pos | Nº | Pilota             | Costruttore      | Tempo    | Gap    |
| --- | -- | ------------------ | ---------------- | -------- | ------ |
| 1   | 35 | Alexander Wurz     | McLaren-Mercedes | 1:12.083 |        |
| 2   | 10 | Juan Pablo Montoya | McLaren-Mercedes | 1:12.694 | +0.611 |
| 3   | 38 | Ricardo Zonta      | Toyota           | 1:12.706 | +0.623 |

Nella prima sessione del sabato si è avuta questa situazione:
| Pos | Nº | Pilota               | Costruttore      | Tempo    | Gap    |
| --- | -- | -------------------- | ---------------- | -------- | ------ |
| 1   | 5  | Fernando Alonso      | Renault          | 1:12.738 |        |
| 2   | 6  | Giancarlo Fisichella | Renault          | 1:12.789 | +0.051 |
| 3   | 10 | Juan Pablo Montoya   | McLaren-Mercedes | 1:13.050 | +0.312 |

Nella seconda sessione del sabato si è avuta questa situazione:
| Pos | Nº | Pilota          | Costruttore      | Tempo    | Gap    |
| --- | -- | --------------- | ---------------- | -------- | ------ |
| 1   | 9  | Kimi Räikkönen  | McLaren-Mercedes | 1:11.929 |        |
| 2   | 5  | Fernando Alonso | Renault          | 1:12.110 | +0.181 |
| 3   | 3  | Jenson Button   | BAR-Honda        | 1:12.148 | +0.219 |

## Qualifiche

### Risultati
Nella sessione di qualifica si è avuta questa situazione:
| Pos | Nº | Pilota               | Costruttore      | Tempo       | Distacco | Griglia |
| --- | -- | -------------------- | ---------------- | ----------- | -------- | ------- |
| 1   | 5  | Fernando Alonso      | Renault          | 1:11.988    |          | 1       |
| 2   | 10 | Juan Pablo Montoya   | McLaren-Mercedes | 1:12.145    | +0.157   | 2       |
| 3   | 6  | Giancarlo Fisichella | Renault          | 1:12.558    | +0.570   | 3       |
| 4   | 3  | Jenson Button        | BAR-Honda        | 1:12.696    | +0.708   | 4       |
| 5   | 9  | Kimi Räikkönen       | McLaren-Mercedes | 1:12.781    | +0.793   | 5       |
| 6   | 15 | Christian Klien      | RBR-Cosworth     | 1:12.889    | +0.901   | 6       |
| 7   | 1  | Michael Schumacher   | Ferrari          | 1:12.976    | +0.988   | 7       |
| 8   | 16 | Jarno Trulli         | Toyota           | 1:13.041    | +1.053   | 17      |
| 9   | 12 | Felipe Massa         | Sauber-Petronas  | 1:13.151    | +1.163   | 8       |
| 10  | 2  | Rubens Barrichello   | Ferrari          | 1:13.183    | +1.195   | 9       |
| 11  | 17 | Ralf Schumacher      | Toyota           | 1:13.285    | +1.297   | 10      |
| 12  | 11 | Jacques Villeneuve   | Sauber-Petronas  | 1:13.372    | +1.384   | 20      |
| 13  | 18 | Tiago Monteiro       | Jordan-Toyota    | 1:13.387    | +1.399   | 11      |
| 14  | 7  | Mark Webber          | Williams-BMW     | 1:13.538    | +1.550   | 12      |
| 15  | 8  | Antônio Pizzonia     | Williams-BMW     | 1:13.581    | +1.593   | 13      |
| 16  | 14 | David Coulthard      | RBR-Cosworth     | 1:13.844    | +1.856   | 14      |
| 17  | 19 | Narain Karthikeyan   | Jordan-Toyota    | 1:14.520    | +2.532   | 15      |
| 18  | 21 | Christijan Albers    | Minardi-Cosworth | 1:14.763    | +2.775   | 16      |
| 19  | 4  | Takuma Satō          | BAR-Honda        | senza tempo | –        | 19      |
| 20  | 20 | Robert Doornbos      | Minardi-Cosworth | senza tempo | –        | 18      |

## Gara

### Resoconto
Fernando Alonso, cui basta un terzo posto per garantirsi matematicamente il titolo, mantiene la testa al via davanti a Montoya. Alle loro spalle, Raikkonen passa Fisichella in fondo a Retao; della contesa tra i due approfitta Michael Schumacher per superare a sua volta il romano. Il contatto a centro gruppo tra Coulthard e Pizzonia provoca l’ingresso della Safety Car, che rimane in pista un paio di tornate.
Alla ripartenza, lo specialista Montoya infila, sempre a Retao, Alonso, che non oppone resistenza. Fisichella recupera il quarto posto a spese di Michael. La prima tornata di rifornimenti consente a Raikkonen di salire al secondo posto mentre Fisichella deve cedere nuovamente il quarto posto al tedesco, che dispone di una Ferrari più competitiva del solito. 
Nelle posizioni di vertice non cambierà più nulla. Juan Pablo Montoya rientra davanti a Raikkonen dopo la seconda sosta e va a vincere per la settima, e ultima, volta in carriera, mentre la McLaren può finalmente festeggiare una doppietta e la leadership tra i costruttori. Fernando Alonso diventa campione del mondo con due gare di anticipo, primo spagnolo a conquistare il titolo piloti in Formula1 e Alonso ottenne in questo modo il primato di campione del mondo più giovane con i suoi 24 anni, 1 mese e 28 giorni superando il precedente record di Emerson Fittipaldi, il brasiliano divenne campione del mondo a soli a 25 anni nel 1972 con la lotus vincendo il titolo piloti anche lui con 2 gare d'anticipo, Sarebbe stato scavalcato nella speciale classifica da Lewis Hamilton tre anni più tardi e dopo hamilton questo record verrà raggiunto nel 2010 dal pilota della red bull sebastian vettel a soli a 23 anni, 4 mesi e 11 giorni. 

### Risultati
I risultati del gran premio sono i seguenti:
| Pos | Nº | Pilota               | Costruttore      | Gomme | Giri | Tempo/Ritiro/Media         | Griglia | Punti |
| --- | -- | -------------------- | ---------------- | ----- | ---- | -------------------------- | ------- | ----- |
| 1   | 10 | Juan Pablo Montoya   | McLaren-Mercedes | M     | 71   | 1:29:20.574 - 205.439 km/h | 2       | 10    |
| 2   | 9  | Kimi Räikkönen       | McLaren-Mercedes | M     | 71   | +2.527                     | 5       | 8     |
| 3   | 5  | Fernando Alonso      | Renault          | M     | 71   | +24.840                    | 1       | 6     |
| 4   | 1  | Michael Schumacher   | Ferrari          | B     | 71   | +35.668                    | 7       | 5     |
| 5   | 6  | Giancarlo Fisichella | Renault          | M     | 71   | +40.218                    | 3       | 4     |
| 6   | 2  | Rubens Barrichello   | Ferrari          | B     | 71   | +1:09.173                  | 9       | 3     |
| 7   | 3  | Jenson Button        | BAR-Honda        | M     | 70   | +1 giro                    | 4       | 2     |
| 8   | 17 | Ralf Schumacher      | Toyota           | M     | 70   | +1 giro                    | 10      | 1     |
| 9   | 15 | Christian Klien      | RBR-Cosworth     | M     | 70   | +1 giro                    | 6       |       |
| 10  | 4  | Takuma Satō          | BAR-Honda        | M     | 70   | +1 giro                    | 19      |       |
| 11  | 12 | Felipe Massa         | Sauber-Petronas  | M     | 70   | +1 giro                    | 8       |       |
| 12  | 11 | Jacques Villeneuve   | Sauber-Petronas  | M     | 70   | +1 giro                    | 20      |       |
| 13  | 16 | Jarno Trulli         | Toyota           | M     | 69   | Foratura                   | 17      |       |
| 14  | 21 | Christijan Albers    | Minardi-Cosworth | B     | 69   | +2 giri                    | 16      |       |
| 15  | 19 | Narain Karthikeyan   | Jordan-Toyota    | B     | 68   | +3 giri                    | 15      |       |
| Rit | 18 | Tiago Monteiro       | Jordan-Toyota    | B     | 55   | Trasmissione               | 11      |       |
| NC  | 7  | Mark Webber          | Williams-BMW     | M     | 45   | +26 giri                   | 12      |       |
| Rit | 20 | Robert Doornbos      | Minardi-Cosworth | B     | 34   | Motore                     | 18      |       |
| Rit | 8  | Antônio Pizzonia     | Williams-BMW     | M     | 0    | Collisione con D.Coulthard | 13      |       |
| Rit | 14 | David Coulthard      | RBR-Cosworth     | M     | 0    | Collisione con A.Pizzonia  | 14      |       |

## Classifiche Mondiali

### Piloti
| Pos | Pilota               | Punti |
| --- | -------------------- | ----- |
| 1   | Fernando Alonso      | 117   |
| 2   | Kimi Räikkönen       | 94    |
| 3   | Juan Pablo Montoya   | 60    |
| 4   | Michael Schumacher   | 60    |
| 5   | Giancarlo Fisichella | 45    |
| 6   | Jarno Trulli         | 43    |
| 7   | Rubens Barrichello   | 38    |
| 8   | Ralf Schumacher      | 38    |
| 9   | Jenson Button        | 32    |
| 10  | Mark Webber          | 29    |
| 11  | Nick Heidfeld        | 28    |
| 12  | David Coulthard      | 21    |
| 13  | Jacques Villeneuve   | 9     |
| 14  | Felipe Massa         | 8     |
| 15  | Tiago Monteiro       | 7     |
| 16  | Alexander Wurz       | 6     |
| 17  | Narain Karthikeyan   | 5     |
| 18  | Christian Klien      | 5     |
| 19  | Christijan Albers    | 4     |
| 20  | Pedro de la Rosa     | 4     |
| 21  | Patrick Friesacher   | 3     |
| 22  | Antônio Pizzonia     | 2     |
| 23  | Takuma Satō          | 1     |
| 24  | Vitantonio Liuzzi    | 1     |

### Costruttori
| Pos | Team             | Punti |
| --- | ---------------- | ----- |
| 1   | McLaren-Mercedes | 164   |
| 2   | Renault          | 162   |
| 3   | Ferrari          | 98    |
| 4   | Toyota           | 81    |
| 5   | Williams-BMW     | 59    |
| 6   | BAR-Honda        | 33    |
| 7   | RBR-Cosworth     | 27    |
| 8   | Sauber-Petronas  | 17    |
| 9   | Jordan-Toyota    | 12    |
| 10  | Minardi-Cosworth | 7     |